# Músculo recto anterior de la cabeza
El músculo recto anterior de la cabeza (musculus rectus capitis anterior) es un corto y plano músculo, situado inmediatamente por debajo de la parte superior del músculo largo de la cabeza.
Este surge desde la cara anterior de la masa lateral del atlas, y de las raíces de la apófisis transversa, pasando oblicuamente a lo largo y diagonal, insertándose en la superficie inferior de la porción basilar del hueso occipital, inmediatamente por delante del foramen magno.
Este tiene como función flexionar la cabeza y el cuello sobre el atlas. Es inervado por el C1 y C2.